# Tomești, Iași
Tomești là một xã thuộc hạt Iași, România. Dân số thời điểm năm 2002 là 11816 người.